# キャッスル・クリントン
キャッスル・クリントン (Castle Clinton) またはフォート・クリントン (Fort Clinton) は、ニューヨーク市マンハッタン島の南端にあるバッテリー・パークに位置している砂岩の要塞である。1808年、フォート・アムステルダムに代わる防衛拠点として建設された。
クリントン砦と訳される場合がある。。
1821年にアメリカ陸軍が退去した後は、劇場、ビアガーデン、展示場などとして利用され、キャッスル・ガーデン (Castle Garden) と呼ばれた。移民の受け入れ施設として重要な役割を果たしていた時期もあった。1855年から1890年の間、ニューヨーク港に到着した800万人以上の移民がここからアメリカに上陸した。エリス島に移民局が移転した後は、水族館に改造された。そして今日ではアメリカ合衆国ナショナル・モニュメントとして保護されている。

## 歴史

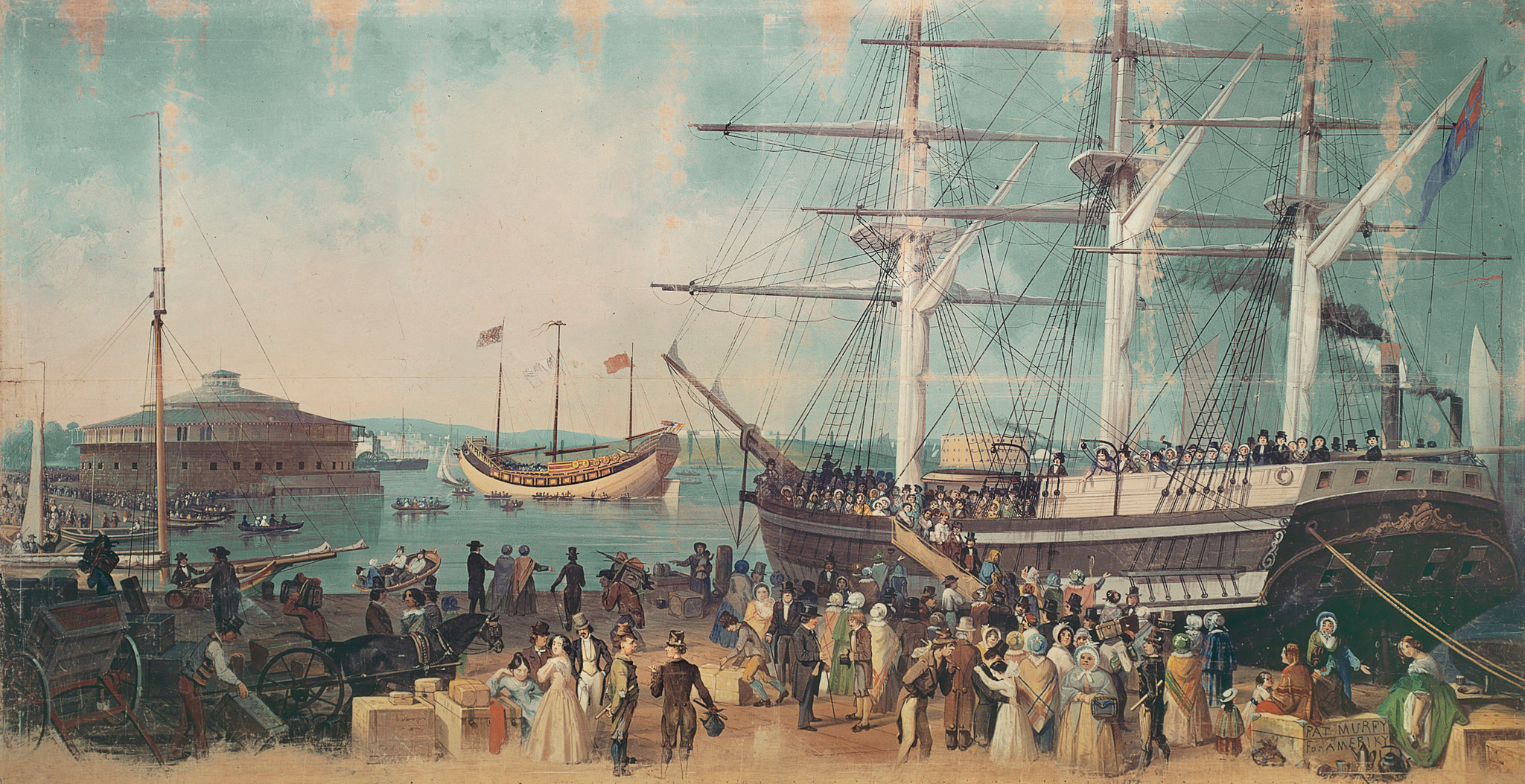
サミュエル・ウォー (1814-1885) による「ニューヨークの港湾 (“The Bay and Harbor of New York”) 」1848年作

現在、クリントン城は約400年前のニューアムステルダムの時代にフォート・アムステルダムが建っていた場所からおよそ2ブロック西に建っている。
クリントン城の建設は1808年に始まり1811年に完成した。この要塞はウエスト・バッテリー (West Battery) と呼ばれ、時にサウス・ウエスト・バッテリー (South-west Battery) とも呼ばれた。建築家のJohn McComb Jr.とJonathan Williamsによって設計され、バッテリーパークが埋め立てられていなかった当時はマンハッタン島南岸の少し沖に作られた人工島であった。
ウエスト・バッテリーはイースト・バッテリー (East Battery) と呼ばれたガバナーズ島のウィリアムス城 (en) の機能を補完することが目的であった。建設されたのは緊張が高まっていた米英戦争の直前であり、イギリス軍の侵攻に備えて築かれたが、実際にこの砦が戦争活動に利用されることはなかった。この後、バッテリー・パークの埋め立て拡張が行われ、この砦はマンハッタン島の本島に組み入れられた。
アメリカ合衆国国立公園局管轄下の他のすべての歴史地区と同様に、この砦はキャッスル・クリントン・ナショナル・モニュメントとして1966年10月15日にアメリカ合衆国国家歴史登録財に登録された。

## 名前と用途の変遷

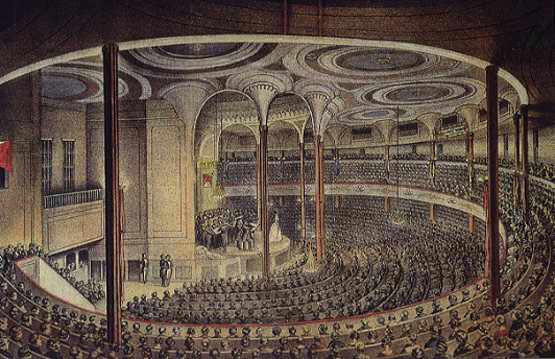
1824年のキャッスル・ガーデン・シアター

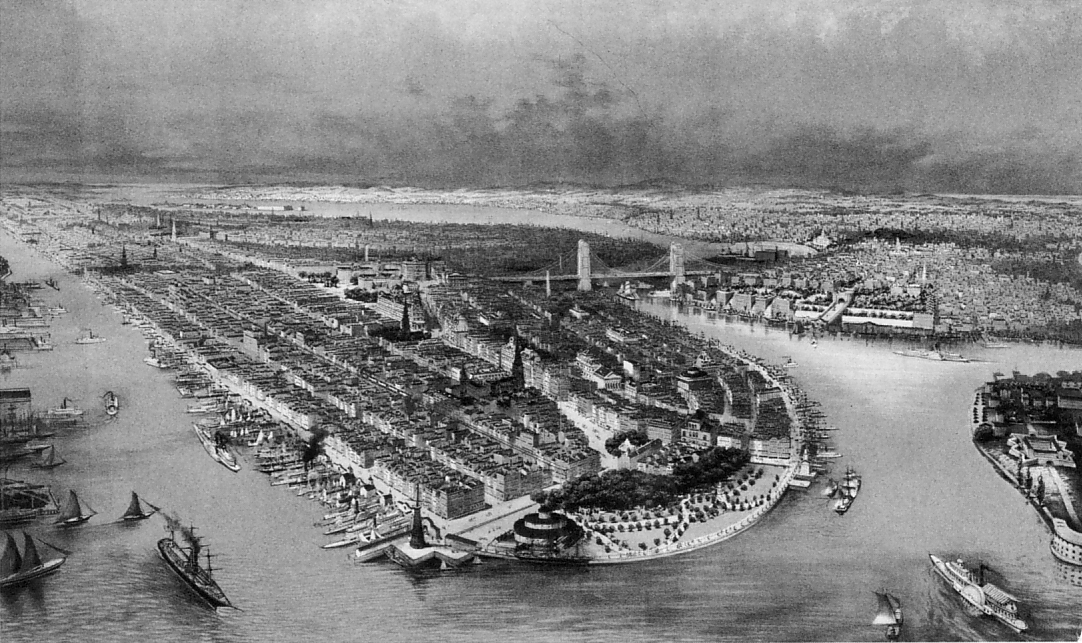
1880年頃のマンハッタンの上空図。キャッスル・ガーデンが左下に写る。

- 1815年、ウエスト・バッテリーが当時のニューヨーク市長デウィット・クリントンの名前を取って「キャッスル・クリントン」となる。

- 1821年、アメリカ陸軍はこの要塞の使用をやめ、ニューヨーク市へ貸し出す。1824年7月3日には「キャッスル・ガーデン」という娯楽施設としてオープンする。プロムナード、ビアガーデン、レストラン、展示場、オペラハウス、そして劇場として利用されることとなる。当初は屋根なしで設計された。

- 19世紀の前半は、移民の多くは現在のサウスストリート・シーポート (en) あたりから上陸していたが、1855年8月1日から1890年4月18日までキャッスル・ガーデンがアメリカ初の移民局として開業した[3]。この業務記録の多くは、1892年1月2日に業務がエリス島に移った先で、1897年6月15日にあった火事で失われている[4]。キャッスル・ガーデンで受け入れた移民の数は800万人以上であり、1200万人以上とも言われる。

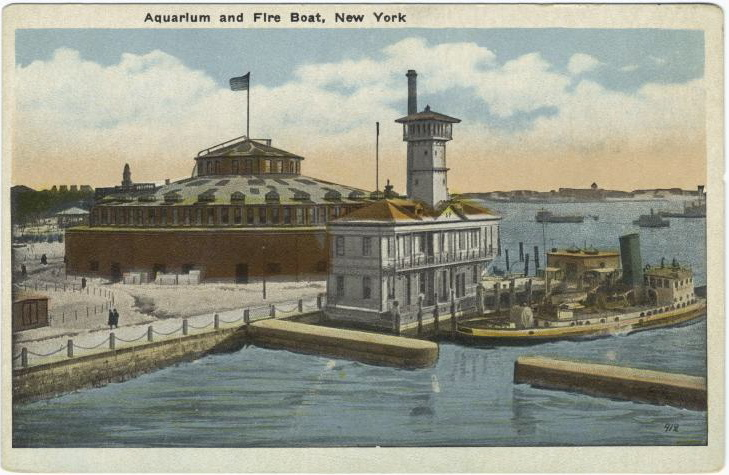
ニューヨーク水族館はかつてキャッスル・ガーデンに置かれていた（図は1923年）

- 1896年から1941年まで、ニューヨーク水族館として使われる。年間の来客数は数十万人。建物の階数と屋根は高く改修されたが元の砦の組積造は残される。

- 1941年、バッテリー・パークからブルックリンへ橋を建設するという計画が持ち上がり（実際はブルックリン-バッテリートンネルとして実現される）、建物は閉鎖される[5]。

## キャッスル・クリントン・ナショナル・モニュメント
キャッスル・ガーデンは1946年8月12日にアメリカ合衆国ナショナル・モニュメントに指定されたが、ニューヨーク州知事 (トマス・E・デューイ) と立法者が連邦政府にこの資産を正式に譲渡する1950年7月18日までこの法律は効力を持たなかった。1970年には大きな改修が行われた。現在はアメリカ合衆国国立公園局の監督下におかれ、自由の女神とエリス島へ向かうフェリーの出発点となっている。外観は建設当初により近づけるように改修され博物館を設置し、本来のキャッスル・クリントンという名前に戻された。

## 著名なキャッスル・ガーデンから移民
- Martin Beck
- en:Edward Bok
- en:Mother Cabrini
- en:James J. Davis

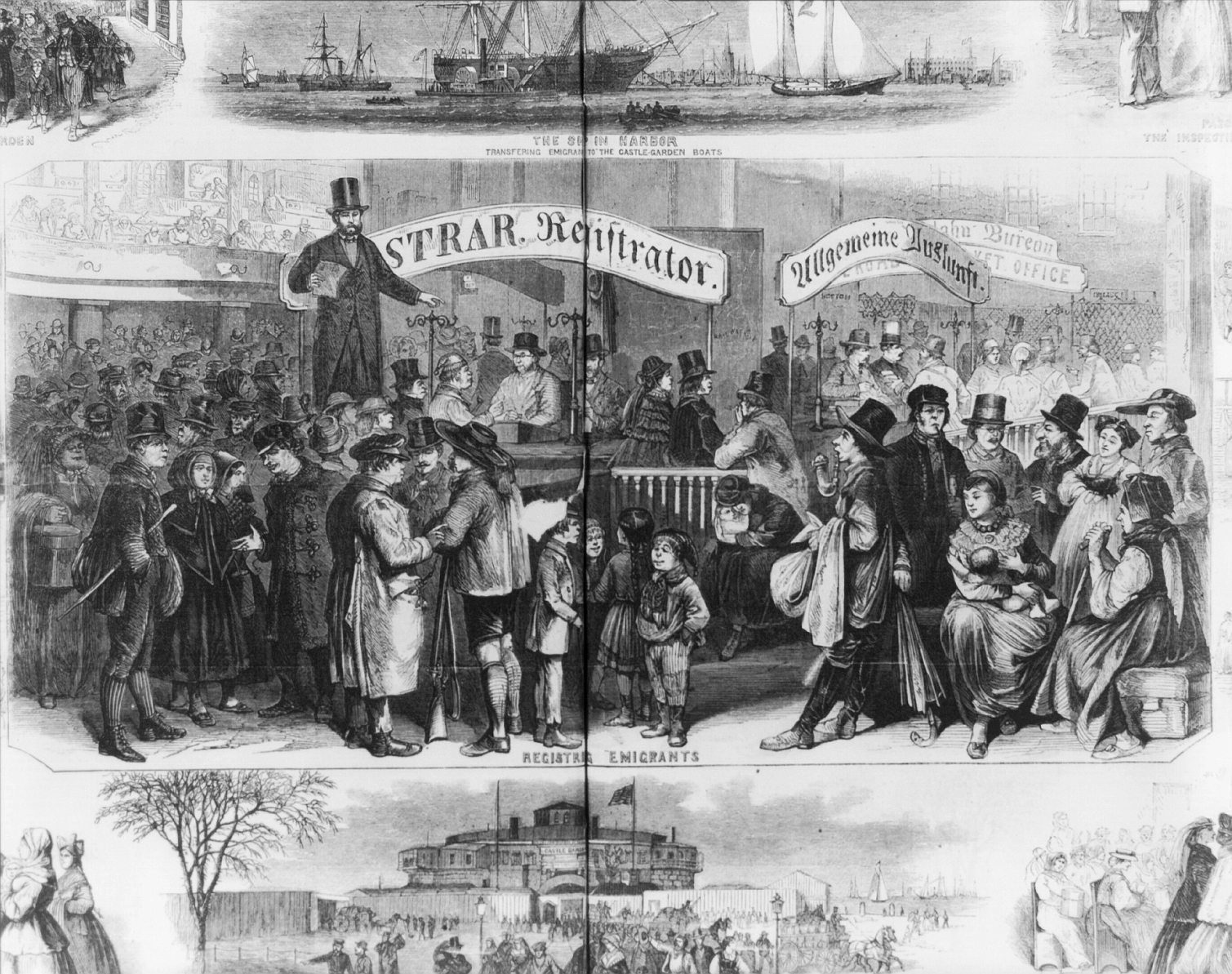
1866年のキャッスル・ガーデンで移民手続きを受ける人たち

- ウィリアム・フォックス (映画プロデューサー)
- en:L. Wolfe Gilbert
- エマ・ゴールドマン
- オスカー・ハマースタイン1世
- ハリー・フーディーニ
- en:Lew Leslie
- カール・レムリ
- メアリー・マローン
- en:M. P. Moller
- William Morris
- ジョーゼフ・ピューリツァー
- ミカエル・ピューピン
- en:J. William Schickel
- en:Charles Proteus Steinmetz
- ニコラ・テスラ
- en:Sophie Tucker
- en:Bert Williams
- en:Adolph Zukor

## キャッスル・ガーデンに関する文献
- Castle Garden as an Immigrant Depot, 1855-1890, by George J Svejda (1968)
- Castle Garden and Battery Park by Barry Moreno (2007)
- Guide to the New York Aquarium by Charles H. Townsend (1919)
- The Public Aquarium by Charles H. Townsend (1928)

## フィクションにおけるキャッスル・ガーデン／キャッスル・クリントン
- Castle Garden by Bill Albert（小説）
- The Penguin Pool Murder by Stuart Palmer（1931年の小説）
- Penguin Pool Murder （1932年の映画）
- The Alienist by Caleb Carr （小説）
- Deus Ex （コンピュータゲーム）
- アメリカ物語 （アニメ映画）
- The Land Whale Murders
- Crysis 2（コンピュータゲーム）

## 音楽におけるキャッスル・ガーデン／キャッスル・クリントン
- Wolfe Tonesの1993年のアルバムAcross the Broad Atlantic[6]